# Dussia macroprophyllata
Dussia macroprophyllata là một loài thực vật có hoa trong họ Đậu. Loài này được (Donn.Sm.) Harms miêu tả khoa học đầu tiên.